# Sophronica intricata
Sophronica intricata là một loài bọ cánh cứng trong họ Cerambycidae.